# کندی بکیرجیوغلو
کندی بکیرجیوغلو (ترکی استانبولی: Bakırcıoğlu؛ زادهٔ ۲ نوامبر ۱۹۸۰) یک بازیکن فوتبال آشوری‌تبار اهل سوئد پست هافبک راست است. او در حال حاضر برای تیم هاماربی سوئد بازی می‌کند.

## باشگاهی
از باشگاه‌هایی که در آن بازی کرده‌است می‌توان به آژاکس آمستردام، ریسینگ سانتاندر، و توئنته اشاره کرد.

## تیم ملی
وی همچنین در تیم ملی فوتبال سوئد بازی کرده‌است.

## زندگی
خانواده بکیرجیوغلو از آشوریان پیرو کلیسای ارتدوکس سریانی از شهر میدیات ترکیه بودند که در سال ۱۹۷۲ به سوئد مهاجرت کردند.